# District de Cô Tô
Cô Tô est un district rural de la province de Quảng Ninh dans la région du Nord-est du Vietnam.

## Présentation
Le district a une superficie de 47,3 km2. 
Le chef-lieu du district est Cô Tô.